# Celso Golmayo Zúpide
Celso Golmayo Zúpide (Logroño, España, 24 de abril de 1820 - La Habana, Cuba, 1 de abril de 1898) fue un abogado y ajedrecista español, 
Pronto se trasladó a Cuba donde era Fiscal del Tribunal Contencioso de La Habana, allí fue padre de Celso y Manuel, quienes también destacaron en el ajedrez.

## Palmarés
Allí fue el mayor impulsor del ajedrez en Cuba, y campeón no oficial en Cuba, desde que en 1862 ganara a Félix Sicre. También participó en un famoso torneo en París, en 1867, donde logró la octava posición tras perder contra Ignatz von Kolisch.
En otras partidas, ganó a Paul Morphy (3-2) en Blindsim, 1864; perdió contra Gustav Neumann (0-3) en París, en 1867; perdió dos veces contra Wilhelm Steinitz (2-9) en 1883 y (0-5) en 1888; ganó dos veces a Andrés Clemente Vázquez (7-0) en 1887 y (7-4) en 1890; perdió tres veces contra George Henry Mackenzie (3-6) y (0,5-5,5) en 1887 y (4,5-7,5) en 1888; perdió contra Joseph Henry Blackburne (4-6) en 1891; y perdió contra Emanuel Lasker (0,5-2,5) en 1893, estos últimos en La Habana.